# Sear
 (février 2021).
La mise en forme du texte ne suit pas les recommandations de Wikipédia : il faut le « wikifier ».
Les points d'amélioration suivants sont les cas les plus fréquents :
- Les titres sont pré-formatés par le logiciel. Ils ne sont ni en capitales, ni en gras.
- Le texte ne doit pas être écrit en capitales (les noms de famille non plus), ni en gras, ni en italique, ni en « petit »…
- Le gras n'est utilisé que pour surligner le titre de l'article dans l'introduction, une seule fois.
- L'italique est rarement utilisé : mots en langue étrangère, titres d'œuvres, noms de bateaux, etc.
- Les citations ne sont pas en italique mais en corps de texte normal. Elles sont entourées par des guillemets français : « et ».
- Les listes à puces sont à éviter, des paragraphes rédigés étant largement préférés. Les tableaux sont à réserver à la présentation de données structurées (résultats, etc.).
- Les appels de note de bas de page (petits chiffres en exposant, introduits par l'outil «  Source ») sont à placer entre la fin de phrase et le point final[comme ça].
- Les liens internes (vers d'autres articles de Wikipédia) sont à choisir avec parcimonie. Créez des liens vers des articles approfondissant le sujet. Les termes génériques sans rapport avec le sujet sont à éviter, ainsi que les répétitions de liens vers un même terme.
- Les liens externes sont à placer uniquement dans une section « Liens externes », à la fin de l'article. Ces liens sont à choisir avec parcimonie suivant les règles définies. Si un lien sert de source à l'article, son insertion dans le texte est à faire par les notes de bas de page.
- La présentation des références doit suivre les conventions bibliographiques. Il est recommandé d'utiliser les modèles {{Ouvrage}}, {{Chapitre}}, {{Article}}, {{Lien web}} et/ou {{Bibliographie}}. Le mode d'édition visuel peut mettre en forme automatiquement les références.
- Insérer une infobox (cadre d'informations à droite) n'est pas obligatoire pour parachever la mise en page.

Pour une aide détaillée, merci de consulter Aide:Wikification.
Si vous pensez que ces points ont été résolus, vous pouvez retirer ce bandeau et améliorer la mise en forme d'un autre article.
Pour les articles homonymes, voir Sear.
Stéphane Begoc, alias Sear, est un journaliste, réalisateur et activiste du hip-hop français, originaire de Saint-Denis (Le Franc-Moisin).

## Carrière
Proche du crew IZB à la fin des années 1980, il est le rédacteur en chef du fanzine hip-hop Get Busy paru entre 1990 et 1993. Get Busy réapparait au début des années 2000 sous une nouvelle formule mêlant hip-hop et questions de société. L'activité du magazine s'arrête après 7 numéros en 2002. Une version en ligne et auto-produite de Get Busy, nommée Get Busy Show est lancée en podcast en 2017, puis en vidéo . À partir de 2019, l'émission est produite par la chaîne Clique TV, gérée par Mouloud Achour sous un nouveau format Clique Get Busy.

### Œuvres

#### Livres
- 2014 : Interdit aux bâtards, Le Gri-Gri international  (ISBN 2-356-82282-8)
- 2021 : Get Busy, l'Anthologie de l'ultime magazine de Get Busy (éditions Marabout)

#### Films
- 2000 : Authentiques d'Alain Chabat et Sear